# Altajosoma coxale
Altajosoma coxale är en mångfotingart som först beskrevs av Shear 1990.  Altajosoma coxale ingår i släktet Altajosoma och familjen Diplomaragnidae. Inga underarter finns listade i Catalogue of Life.